# طولارود بالا
طولارود بالا، روستایی از توابع بخش مرکزی شهرستان طوالش در استان گیلان ایران است.

## جمعیت
این روستا در دهستان طولارود قرار دارد و براساس سرشماری مرکز آمار ایران در سال ۱۳۸۵، جمعیت آن ۲٬۰۳۹ نفر (۴۷۶خانوار) بوده‌است.